# Cheile Bicazului-Hășmaș Nationalpark
Nationalparken Cheile Bicazului - Hășmaș ( Bicazkløften - Hășmaș-bjergene) er beliggende i det nordøstlige Rumænien, i bjergkæden de Østlige Karpater. Det beskytte område er en del af distrikterne Neamț og Harghita.
Parkadministrationen ligger i Izvoru Mureșului i Harghita-distriktet.
Parkens vigtigste geologiske seværdigheder er: 
- Cheile Bicazului (Bicazkløften), en dyb kløft ved floden Bicaz
- Lacu Roșu (den røde sø) – en naturlig dæmningssø
- Hășmaș-bjergene

Parkernes areal på 6.575 ha er opdelt i to zoner: den særlige fredningszone (78 %) og beskyttelseszonen (22 %).
Naturreservater:
- Bicaz Gorge (Neamț County – 1.600 hektar og Harghita County – 2.128 hektar)
- Lacu Roșu
- Cheile Șugăului (10 hektar)
- Avenul Licaș (5 hektar)
- Hășmașul Mare Massivet, Piatra Singuratică (den ensomme sten) og Hășmașul Negru (800 hektar)

- Lacu Roșu (den røde sø)
- Bicazkløften
- Hășmaș-bjergene
- Cheile Șugăului